# Armanak-e Sofla
Armanak-e Soflae – wieś w Iranie, w ostanie Azerbejdżan Zachodni, w szahrestanie Mijandoab. W 2006 roku liczyła 571 mieszkańców.